# Császárharkály
A császárharkály (Campephilus imperialis) a madarak (Aves) osztályának harkályalakúak (Piciformes) rendjébe, ezen belül a harkályfélék (Picidae) családjába tartozó faj.

## Előfordulása
Viszonylag kis elterjedésű Mexikóban, így az erdőirtás és a vadászat a kihalás szélére sodorta. Utolsó példányát 1956-ban látták. A költőpároknak 26 km² érintetlen területre van szükségük, míg a költési időn kívül összeverődött csapatoknak még nagyobb, 98 km² erdő kell ahhoz, hogy elegendő táplálékot találjanak.

## Megjelenése
A Föld legnagyobb testű harkálya. Hossza 56-60 centiméter. A nőstény teljesen fekete, kivéve szárnyait. A hím kontya vörös.